# Triepeolus cruciformis
Triepeolus cruciformis är en biart som beskrevs av Molly G. Rightmyer 2008. Triepeolus cruciformis ingår i släktet Triepeolus och familjen långtungebin. Inga underarter finns listade i Catalogue of Life.